# Zorzines estherodes
Zorzines estherodes är en fjärilsart som beskrevs av Sato 1990. Zorzines estherodes ingår i släktet Zorzines och familjen nattflyn. Inga underarter finns listade i Catalogue of Life.